# Lista över fågelarter observerade i Sverige (taxonomisk)
Detta är en lista i taxonomisk ordning över de fåglar som observerats minst en gång i Sverige och som ansetts ha förekommit spontant (och blivit godkända av Birdlife Sverige/Sveriges ornitologiska förenings raritetskommitté), inklusive de fyra inplanterade eller förrymda arter som etablerat en frihäckande population (kanadagås, mandarinand, fasan och tamduva) och arter som kan härröra från sådant bestånd utanför Sverige (stripgås, nilgås och amerikansk kopparand). Taxonomin följer den från Birdlife Sverige taxonomikommitté.
Listan är uppdelad efter familj.

## Änder(Anatidae)
- Amerikansk kopparand (Oxyura jamaicensis)
- Knölsvan (Cygnus olor)
- Mindre sångsvan (Cygnus columbianus)
- Sångsvan (Cygnus cygnus)
- Prutgås (Branta bernicla)
- Rödhalsad gås (Branta ruficollis)
- Kanadagås (Branta canadensis)
- Vitkindad gås (Branta leucopsis)
- Polargås (Branta hutchinsii)
- Stripgås (Anser indicus)
- Dvärgsnögås (Anser rossii)
- Grågås (Anser anser)
- Fjällgås (Anser erythropus)
- Bläsgås (Anser albifrons)
- Tundragås (Anser serrirostris)
- Spetsbergsgås (Anser brachyrhynchus)
- Skogsgås (Anser fabalis)
- Mandarinand (Aix galericulata)
- Nilgås (Alopochen aegyptiaca)
- Gravand (Tadorna tadorna)
- Rostand (Tadorna ferruginea)
- Alfågel (Clangula hyemalis)
- Alförrädare (Polysticta stelleri)
- Praktejder (Somateria spectabilis)
- Ejder (Somateria mollissima)
- Strömand (Histrionicus histrionicus)
- Sjöorre (Melanitta nigra)
- Amerikansk sjöorre (Melanitta americana)
- Vitnackad svärta (Melanitta perspicillata)
- Svärta (Melanitta fusca)
- Amerikansk knölsvärta (Melanitta deglandi)
- Sibirisk knölsvärta (Melanitta stejnegeri)
- Knipa (Bucephala clangula)
- Salskrake (Mergellus albellus)
- Småskrake (Mergus serrator)
- Storskrake (Mergus merganser)
- Rödhuvad dykand (Netta rufina)
- Vitögd dykand (Aythya nyroca)
- Brunand (Aythya ferina)
- Ringand (Aythya collaris)
- Vigg (Aythya fuligula)
- Mindre bergand (Aythya affinis)
- Bergand (Aythya marila)
- Gulkindad kricka (Sibirionetta formosa)
- Årta (Spatula querquedula)
- Blåvingad årta (Spatula discors)
- Skedand (Spatula clypeata)
- Snatterand (Mareca strepera)
- Bläsand (Mareca penelope)
- Amerikansk bläsand (Mareca americana)
- Gräsand (Anas platyrhynchos)
- Svartand (Anas rubripes)
- Stjärtand (Anas acuta)
- Kricka (Anas crecca)

## Fasanfåglar(Phasianidae)
- Järpe (Tetrastes bonasia)
- Fjällripa (Lagopus muta)
- Dalripa (Lagopus lagopus)
- Tjäder (Tetrao urogallus)
- Orre (Lyrurus tetrix)
- Rapphöna (Perdix perdix)
- Fasan (Phasianus colchicus)
- Vaktel (Coturnix coturnix)

## Doppingar(Podicipedidae)

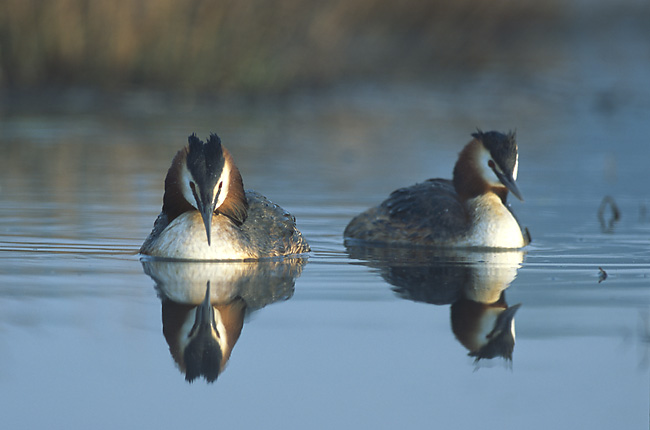
Skäggdoppingar (Podiceps cristatus)

- Smådopping (Tachybaptus ruficollis)
- Svarthakedopping (Podiceps auritus)
- Gråhakedopping (Podiceps grisegena)
- Skäggdopping (Podiceps cristatus)
- Svarthalsad dopping (Podiceps nigricollis)

## Trappar(Otididae)
- Stortrapp (Otis tarda)
- Kragtrapp (Chlamydotis macqueenii)
- Småtrapp (Tetrax tetrax)

## Gökar(Cuculidae)
- Skatgök (Clamator glandarius)
- Gök (Cuculus canorus)

## Flyghöns(Pteroclididae)
- Stäppflyghöna (Syrrhaptes paradoxus)

## Duvor(Columbidae)
- Spetsstjärtad duva (Zenaida macroura)
- Större turturduva (Streptopelia orientalis)
- Turturduva (Streptopelia turtur)
- Turkduva (Streptopelia decaocto)
- Ringduva (Columba palumbus)
- Tamduva (Columba livia)
- Skogsduva (Columba oenas)

## Tranor(Gruidae)
- Prärietrana (Antigone canadensis)
- Jungfrutrana (Grus virgo)
- Trana (Grus grus)

## Rallar(Rallidae)
- Vattenrall (Rallus aquaticus)
- Kornknarr (Crex crex)
- Karolinasumphöna (Porzana carolina)
- Småfläckig sumphöna (Porzana porzana)
- Rörhöna (Gallinula chloropus)
- Sothöna (Fulica atra)
- Mindre sumphöna (Zapornia parva)
- Dvärgsumphöna (Zapornia pusilla)

## Tjockfotar(Burhinidae)
- Tjockfot (Burhinus oedicnemus)

## Skärfläckor(Recurvirostridae)
- Skärfläcka (Recurvirostra avosetta)
- Styltlöpare (Himantopus himantopus)

## Strandskator(Haematopodidae)
- Strandskata (Haematopus ostralegus)

## Pipare(Charadriidae)
- Kustpipare (Pluvialis squatarola)
- Ljungpipare (Pluvialis apricaria)
- Amerikansk tundrapipare (Pluvialis dominica)
- Sibirisk tundrapipare (Pluvialis fulva)
- Fjällpipare (Eudromias morinellus)
- Större strandpipare (Charadrius hiaticula)
- Mindre strandpipare (Thinornis dubius)
- Tofsvipa (Vanellus vanellus)
- Gråhuvad vipa (Vanellus cinereus)
- Stäppvipa (Vanellus gregarius)
- Sumpvipa (Vanellus leucurus)
- Kaspisk pipare (Anarhynchus asiaticus)
- Orientpipare (Anarhynchus veredus)
- Tibetpipare (Anarhynchus atrifrons)
- Kamtjatkapipare (Anarhynchus mongolus)
- Ökenpipare (Anarhynchus leschenaultii)
- Svartbent strandpipare (Anarhynchus alexandrinus)

## Snäppor(Scolopacidae)
- Piparsnäppa (Bartramia longicauda)
- Dvärgspov (Numenius minutus)
- Småspov (Numenius phaeopus)
- Storspov (Numenius arquata)
- Myrspov (Limosa lapponica)
- Rödspov (Limosa limosa)
- Hudsonspov (Limosa haemastica)
- Större beckasinsnäppa (Limnodromus scolopaceus)
- Mindre beckasinsnäppa (Limnodromus griseus)
- Dvärgbeckasin (Lymnocryptes minimus)
- Morkulla (Scolopax rusticola)
- Dubbelbeckasin (Gallinago media)
- Anerikansk beckasin (Gallinago delicata)
- Enkelbeckasin (Gallinago gallinago)
- Tereksnäppa (Xenus cinereus)
- Drillsnäppa (Actitis hypoleucos)
- Fläckdrillsnäppa (Actitis macularia)
- Präriesimsnäppa (Phalaropus tricolor)
- Brednäbbad simsnäppa (Phalaropus fulicarius)
- Smalnäbbad simsnäppa (Phalaropus lobatus)
- Skogssnäppa (Tringa ochropus)
- Amerikansk skogssnäppa (Tringa solitaria)
- Sibirisk gråsnäppa (Tringa brevipes)
- Dammsnäppa	(Tringa stagnatilis)
- Grönbena (Tringa glareola)
- Rödbena (Tringa totanus)
- Mindre gulbena (Tringa flavipes)
- Svartsnäppa (Tringa erythropus)
- Gluttsnäppa (Tringa nebularia)
- Större gulbena (Tringa melanoleuca)
- Roskarl (Arenaria interpres)
- Kustsnäppa (Calidris canutus)
- Kolymasnäppa (Calidris tenuirostris)
- Brushane (Calidris pugnax)
- Spetsstjärtad snäppa (Calidris acuminata)
- Myrsnäppa (Calidris falcinellus)
- Spovsnäppa (Calidris ferruginea)
- Styltsnäppa (Calidris himantopus)
- Rödhalsad snäppa (Calidris ruficollis)
- Mosnäppa (Calidris temminckii)
- Långtåsnäppa (Calidris subminuta)
- Prärielöpare (Calidris subruficollis)
- Sandlöpare (Calidris alba)
- Kärrsnäppa (Calidris alpina)
- Skärsnäppa (Calidris maritima)
- Gulbröstad snäppa (Calidris bairdii)
- Tuvsnäppa (Calidris melanotos)
- Sandsnäppa (Calidris pusilla)
- Tundrasnäppa (Calidris mauri)
- Småsnäppa (Calidris minuta)
- Dvärgsnäppa (Calidris minutilla)
- Vitgumpsnäppa (Calidris fuscicollis)

## Vadarsvalor(Glareolidae)
- Ökenlöpare (Cursorius cursor)
- Orientvadarsvala (Glareola maldivarum)
- Svartvingad vadarsvala (Glareola nordmanni)
- Rödvingad vadarsvala (Glareola pratincola)

## Labbar(Stercorariidae)
- Kustlabb (Stercorarius parasiticus)
- Fjällabb (Stercorarius longicaudus)
- Bredstjärtad labb (Stercorarius pomarinus)
- Storlabb (Stercorarius skua)

## Alkor(Alcidae)
- Tofslunne	(Fratercula cirrhata)
- Lunnefågel (Fratercula arctica)
- Papegojalka (Aethia psittacula)
- Tobisgrissla (Cepphus grylle)
- Tordmule (Alca torda)
- Garfågel (Pinguinus impennis)
- Alkekung (Alle alle)
- Spetsbergsgrissla (Uria lomvia)
- Sillgrissla (Uria aalge)

## Måsfåglar(Laridae)
- Sottärna (Onychoprion fuscatus)
- Tygeltärna (Onychoprion anaethetus)
- Småtärna (Sternula albifrons)
- Skräntärna (Hydroprogne caspia)
- Sandtärna (Gelochelidon nilotica)
- Skäggtärna (Chlidonias hybrida)
- Vitvingad tärna (Chlidonias leucopterus)
- Svarttärna (Chlidonias niger)
- Kentsk tärna (Thalasseus sandvicensis)
- Kärrtärna (Sterna forsteri)
- Silvertärna (Sterna paradisaea)
- Fisktärna (Sterna hirundo)
- Rosentärna (Sterna dougallii)
- Dvärgmås (Hydrocoloeus minutus)
- Rosenmås (Rhodostethia rosea)
- Tretåig mås (Rissa tridactyla)
- Tärnmås (Xema sabini)
- Ismås (Pagophila eburnea)
- Långnäbbad mås (Chroicocephalus genei)
- Trädmås (Chroicocephalus philadelphia)
- Skrattmås (Chroicocephalus ridibundus)
- Sotvingad mås (Leucophaeus atricilla)
- Präriemås (Leucophaeus pipixcan)
- Svarthuvad trut (Ichthyaetus ichthyaetus)
- Svarthuvad mås (Ichthyaetus melanocephalus)
- Ringnäbbad mås (Larus delawarensis)
- Fiskmås (Larus canus)
- Kaspisk trut (Larus cachinnans)
- Gråtrut (Larus argentatus)
- Medelhavstrut (Larus michahellis)
- Havstrut (Larus marinus)
- Vittrut (Larus hyperboreus)
- Silltrut (Larus fuscus)
- Vitvingad trut (Larus glaucoides)

## Lommar(Gaviidae)
- Smålom (Gavia stellata)
- Svartnäbbad islom (Gavia immer)
- Vitnäbbad islom (Gavia adamsii)
- Stillahavslom (Gavia pacifica)
- Storlom (Gavia arctica)

## Albatrosser(Diomedeidae)
- Mindre albatross (Thalassarche chlororhynchos)
- Svartbrynad albatross (Thalassarche melanophris)

## Stormsvalor(Hydrobatidae)
- Stormsvala (Hydrobates pelagicus)
- Klykstjärtad stormsvala (Hydrobates leucorhous)

## Liror(Procellariidae)
- Stormfågel (Fulmarus glacialis)
- Diomedeslira (Calonectris diomedea)
- Gulnäbbad lira (Calonectris borealis)
- Grålira (Ardenna grisea)
- Större lira (Ardenna gravis)
- Mindre lira (Puffinus puffinus)
- Medelhavslira (Puffinus yelkouan)
- Obestämd desertaspetrell/kapverdepetrell/madeirapetrell (Pterodroma feae/deserta/madeira)

## Storkar(Ciconiidae)
- Svart stork (Ciconia nigra)
- Vit stork (Ciconia ciconia)

## Fregattfåglar(Fregatidae)
- Obestämd fregattfågel (Fregata sp.)

## Sulor(Sulidae)
- Havssula (Morus bassanus)
- Brunsula (Sula leucogaster)

## Skarvar(Phalacrocoracidae)
- Dvärgskarv (Microcarbo pygmaeus)
- Toppskarv (Gulosus aristotelis)
- Storskarv (Phalacrocorax carbo)

## Ibisar(Threskiornithidae)
- Bronsibis (Plegadis falcinellus)
- Skedstork (Platalea leucorodia)

## Hägrar(Ardeidae)
- Rördrom (Botaurus stellaris)

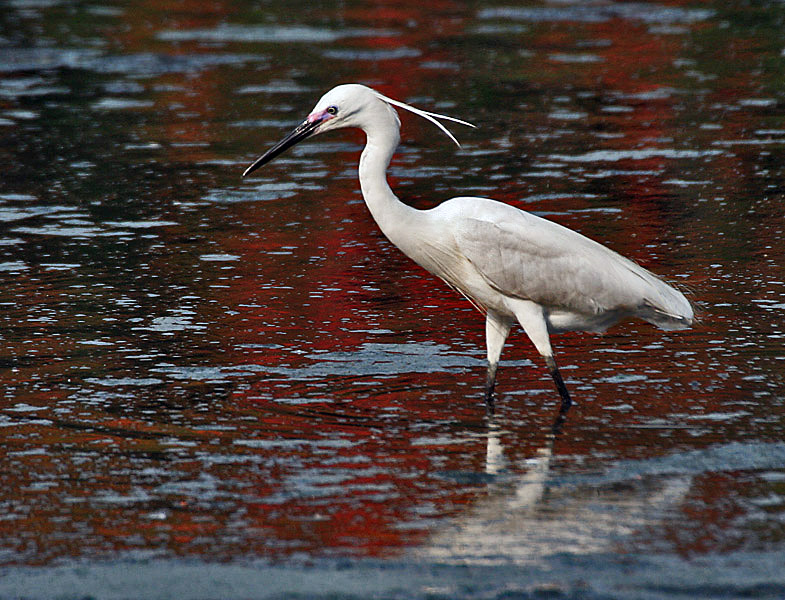
Silkeshäger (Egretta garzetta)

- Amerikansk rördrom (Botaurus lentiginosus)
- Dvärgrördrom (Botaurus minutus)
- Silkeshäger (Egretta garzetta)
- Natthäger (Nycticorax nycticorax)
- Rallhäger (Ardeola ralloides)
- Ägretthäger (Ardea alba)
- Kohäger (Ardea ibis)
- Purpurhäger (Ardea purpurea)
- Gråhäger (Ardea cinerea)

## Nattskärror(Caprimulgidae)
- Nattskärra (Caprimulgus europaeus)
- Ökennattskärra (Caprimulgus aegyptius)

## Seglare(Apodidae)
- Taggstjärtseglare (Hirundapus caudacutus)
- Skorstenseglare (Chaetura pelagica)
- Alpseglare (Tachymarptis melba)
- Orientseglare (Apus pacificus)
- Vitgumpseglare (Apus caffer)
- Stubbstjärtseglare (Apus affinis)
- Tornseglare (Apus apus)
- Blek tornseglare (Apus pallidus)

## Tornugglor(Tytonidae)
- Tornuggla (Tyto alba)

## Ugglor(Strigidae)
- Pärluggla (Aegolius funereus)
- Minervauggla (Athene noctua)
- Hökuggla (Surnia ulula)
- Sparvuggla	(Glaucidium passerinum)
- Dvärguv (Otus scops)
- Jorduggla (Asio flammeus)
- Hornuggla (Asio otus)
- Fjälluggla (Bubo scandiacus)
- Berguv (Bubo bubo)
- Kattuggla (Strix aluco)
- Slaguggla (Strix uralensis)
- Lappuggla (Strix nebulosa)

## Fiskgjusar(Pandionidae)
- Fiskgjuse (Pandion haliaetus)

## Hökar(Accipitridae)

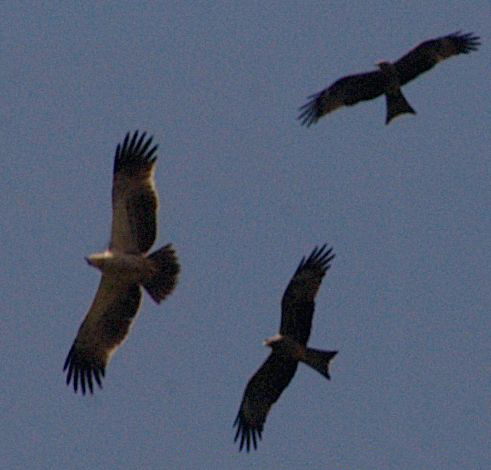
Stäppörn (Aquila nipalensis) tillsammans med två bruna glador (Milvus migrans).

- Svartvingad glada (Elanus caeruleus)
- Smutsgam (Neophron percnopterus)
- Bivråk (Pernis apivorus)
- Grågam (Aegypius monachus)
- Gåsgam (Gyps fulvus)
- Ormörn (Circaetus gallicus)
- Större skrikörn (Clanga clanga)
- Mindre skrikörn (Clanga pomarina)
- Dvärgörn (Hieraaetus pennatus)
- Stäppörn (Aquila nipalensis)
- Kejsarörn (Aquila heliaca)
- Kungsörn (Aquila chrysaetos)
- Hökörn (Aquila fasciata)
- Sparvhök (Accipiter nisus)
- Duvhök (Astur gentilis)
- Stäpphök (Circus macrourus)
- Blå kärrhök (Circus cyaneus)
- Ängshök (Circus pygargus)
- Brun kärrhök (Circus aeruginosus)
- Röd glada (Milvus milvus)
- Brun glada (Milvus migrans)
- Havsörn (Haliaeetus albicilla)
- Fjällvråk (Buteo lagopus)
- Ormvråk (Buteo buteo)
- Örnvråk (Buteo rufinus)

## Härfåglar(Upupidae)
- Härfågel (Upupa epops)

## Blåkråkor(Coraciidae)
- Blåkråka (Coracias garrulus)

## Biätare(Meropidae)
- Biätare (Merops apiaster)
- Grön biätare (Merops persicus)

## Kungsfiskare(Alcedinidae)
- Kungsfiskare (Alcedo atthis)

## Hackspettar(Picidae)
- Göktyta (Jynx torquilla)
- Gråspett (Picus canus)
- Gröngöling (Picus viridis)
- Spillkråka (Dryocopus martius)
- Tretåig hackspett (Picoides tridactylus)
- Mellanspett (Dendrocoptes medius)
- Vitryggig hackspett (Dendrocopos leucotos)
- Större hackspett (Dendrocopos major)
- Mindre hackspett (Dryobates minor)

## Falkar(Falconidae)
- Rödfalk (Falco naumanni)
- Tornfalk (Falco tinnunculus)
- Aftonfalk (Falco vespertinus)
- Amurfalk (Falco amurensis)
- Stenfalk (Falco columbarius)
- Eleonorafalk (Falco eleonorae)
- Lärkfalk (Falco subbuteo)
- Pilgrimsfalk (Falco peregrinus)
- Jaktfalk (Falco rusticolus)

## Vireor(Vireonidae)
- Rödögd vireo (Vireo olivaceus')

## Gyllingar(Oriolidae)
- Sommargylling (Oriolus oriolus)

## Törnskator(Laniidae)
- Varfågel (Lanius excubitor)
- Beringvarfågel (Lanius borealis)
- Masktörnskata (Lanius nubicus)
- Svartpannad törnskata (Lanius minor)
- Rödhuvad törnskata (Lanius senator)
- Isabellatörnskata (Lanius isabellinus)
- Törnskata (Lanius collurio)
- Turkestantörnskata (Lanius phoenicuroides)
- Rostgumpad törnskata (Lanius schach)
- Brun törnskata (Lanius cristatus)

## Kråkfåglar(Corvidae)
- Lavskrika (Perisoreus infaustus)
- Nötskrika (Garrulus glandarius)
- Skata (Pica pica)
- Nötkråka (Nucifraga caryocatactes)
- Klippkaja (Coloeus dauuricus)
- Kaja (Coloeus monedula)
- Råka (Corvus frugilegus)
- Korp (Corvus corax)
- Kråka (Corvus corone)

## Mesar(Paridae)
- Azurmes (Cyanistes cyanus)
- Blåmes (Cyanistes caeruleus)
- Talgoxe (Parus major)
- Svartmes (Periparus ater)
- Tofsmes (Lophophanes cristatus)
- Entita (Poecile palustris)
- Talltita (Poecile montanus)
- Lappmes (Poecile cinctus)

## Pungmesar(Remizidae)
- Pungmes (Remiz pendulinus)

## Skäggmesar(Panuridae)
- Skäggmes (Panurus biarmicus)

## Lärkor(Alaudidae)
- Trädlärka (Lullula arborea)
- Vitvingad lärka (Alauda leucoptera)
- Sånglärka (Alauda arvensis)
- Tofslärka (Galerida cristata)
- Berglärka (Eremophila alpestris)
- Korttålärka (Calandrella brachydactyla)
- Asiatisk kalanderlärka (Melanocorypha bimaculata)
- Svartlärka (Melanocorypha yeltoniensis)
- Kalanderlärka (Melanocorypha calandra)
- Turkestanlärka (Alaudala heinei)

## Cistikolor(Cisticolidae)
- Grässångare (Cisticola juncidis)

## Rörsångare(Acrocephalidae)
- Härmsångare (Hippolais icterina)
- Polyglottsångare (Hippolais polyglotta)
- Stäppsångare (Iduna caligata)
- Saxaulsångare (Iduna rama)
- Eksångare (Iduna pallida)
- Macchiasångare (Iduna opaca)
- Sävsångare (Acrocephalus schoenobaenus)
- Vattensångare (Acrocephalus paludicola)
- Kaveldunsångare (Acrocephalus melanopogon)
- Fältsångare (Acrocephalus agricola)
- Busksångare (Acrocephalus dumetorum)
- Kärrsångare (Acrocephalus palustris)
- Rörsångare (Acrocephalus scirpaceus)
- Trastsångare (Acrocephalus arundinaceus)

## Gräsfåglar(Locustellidae)
- Starrsångare (Helopsaltes certhiola)
- Träsksångare (Locustella lanceolata)
- Flodsångare (Locustella fluviatilis)
- Vassångare (Locustella luscinioides)
- Gräshoppsångare (Locustella naevia)

## Svalor(Hirundinidae)
- Backsvala (Riparia riparia)
- Klippsvala (Ptyonoprogne rupestris)
- Ladusvala (Hirundo rustica)
- Hussvala (Delichon urbicum)
- Rostgumpsvala (Cecropis rufula)
- Tempelsvala ('Cecropis daurica)
- Stensvala (Petrochelidon pyrrhonota)

## Stjärtmesar(Aegithalidae)
- Stjärtmes (Aegithalos caudatus)

## Cettior(Cettiidae)
- Sumpcettia (Cettia cetti)

## Lövsångare(Phylloscopidae)
- Grönsångare (Phylloscopus sibilatrix)
- Bergsångare (Phylloscopus bonelli)
- Balkansångare (Phylloscopus orientalis)
- Tajgasångare (Phylloscopus inornatus)
- Bergtajgasångare (Phylloscopus humei)
- Kungsfågelsångare (Phylloscopus proregulus)
- Videsångare (Phylloscopus schwarzi)
- Brunsångare (Phylloscopus fuscatus)
- Dvärgsångare (Phylloscopus neglectus)
- Lövsångare (Phylloscopus trochilus)
- Iberisk gransångare (Phylloscopus ibericus)
- Gransångare (Phylloscopus collybita)
- Östlig kronsångare (Phylloscopus coronatus)
- Kaukasisk lundsångare (Phylloscopus nitidus)
- Sibirisk lundsångare (Phylloscopus plumbeitarsus)
- Lundsångare (Phylloscopus trochiloides)
- Nordsångare (Phylloscopus borealis)

## Sylvior(Sylviidae)
- Trädgårdssångare (Sylvia borin)
- Svarthätta	(Sylvia atricapilla)
- Höksångare (Curruca nisoria)
- Ärtsångare	(Curruca curruca)
- Ökensångare (Curruca nana)
- Törnsångare (Curruca communis)
- Provencesångare (Curruca undata)
- Sammetshätta (Curruca melanocephala)
- Rosensångare (Curruca subalpina)
- Rostsångare (Curruca iberiae)
- Rödstrupig sångare	(Curruca cantillans)

## Sidensvansar(Bombycillidae)
- Sidensvans (Bombycilla garrulus)

## Kungsfåglar(Regulidae)
- Brandkronad kungsfågel (Regulus ignicapilla)
- Kungsfågel (Regulus regulus)

## Nötväckor(Sittidae)
- Nötväcka (Sitta europaea)

## Trädkrypare(Certhiidae)
- Trädkrypare (Certhia familiaris)
- Trädgårdsträdkrypare (Certhia brachydactyla)

## Gärdsmygar(Troglodytidae)
- Gärdsmyg (Troglodytes troglodytes)

## Starar(Sturnidae)
- Stare (Sturnus vulgaris)
- Rosenstare (Pastor roseus)

## Strömstarar(Cinclidae)
- Strömstare (Cinclus cinclus)

## Trastar(Turdidae)
- Guldtrast (Zoothera aurea)
- Beigekindad skogstrast (Catharus ustulatus)
- Rostskogstrast (Catharus fuscescens)
- Eremitskogstrast (Catharus guttatus)
- Sibirisk trast (Geokichla sibirica)
- Dubbeltrast (Turdus viscivorus)
- Taltrast (Turdus philomelos)
- Rödvingetrast (Turdus iliacus)
- Koltrast (Turdus merula)
- Björktrast (Turdus pilaris)
- Ringtrast (Turdus torquatus)
- Svarthalsad trast (Turdus atrogularis)
- Rödtrast (Turdus naumanni)
- Bruntrast (Turdus eunomus)
- Gråhalsad trast (Turdus obscurus)
- Vandringstrast (Turdus migratorius)

## Flugsnappare(Muscicapidae)
- Glasögonflugsnappare (Muscicapa dauurica)
- Grå flugsnappare (Muscicapa striata)
- Rödhake (Erithacus rubecula)
- Vitstrupig näktergal (Irania gutturalis)
- Näktergal (Luscinia luscinia)
- Sydnäktergal (Luscinia megarhynchos)
- Blåhake (Luscinia svecica)
- Rubinnäktergal (Calliope calliope)
- Mindre flugsnappare (Ficedula parva)
- Tajgaflugsnappare (Ficedula albicilla)
- Halsbandsflugsnappare (Ficedula albicollis)
- Svartvit flugsnappare (Ficedula hypoleuca)
- Tajgablåstjärt (Tarsiger cyanurus)
- Svart rödstjärt (Phoenicurus ochruros)
- Rödstjärt (Phoenicurus phoenicurus)
- Stentrast (Monticola saxatilis)
- Blåtrast (Monticola solitarius)
- Buskskvätta (Saxicola rubetra)
- Svart buskskvätta (Saxicola caprata)
- Vitgumpad buskskvätta (Saxicola maurus)
- Svarthakad buskskvätta (Saxicola rubicola)
- Ökenstenskvätta (Oenanthe deserti)
- Västlig medelhavsstenskvätta (Oenanthe hispanica)
- Nunnestenskvätta (Oenanthe pleschanka)
- Östlig medelhavsstenskvätta (Oenanthe melanoleuca)
- Stenskvätta (Oenanthe oenanthe)
- Isabellastenskvätta (Oenanthe isabellina)

## Järnsparvar(Prunellidae)
- Alpjärnsparv (Prunella collaris)
- Svartstrupig järnsparv (Prunella atrogularis)
- Järnsparv (Prunella modularis)
- Sibirisk järnsparv	(Prunella montanella)

## Sparvfinkar(Passeridae)
- Pilfink (Passer montanus)
- Spansk sparv (Passer hispaniolensis)
- Gråsparv (Passer domesticus)

## Ärlor(Motacillidae)
- Forsärla (Motacilla cinerea)
- Gulärla (Motacilla flava)
- Citronärla (Motacilla citreola)
- Beringärla (Motacilla tschutschensis)
- Sädesärla (Motacilla alba)
- Mongolpiplärka (Anthus godlewskii)
- Fältpiplärka (Anthus campestris)
- Större piplärka (Anthus richardi)
- Tundrapiplärka (Anthus gustavi)
- Trädpiplärka (Anthus trivialis)
- Sibirisk piplärka (Anthus hodgsoni)
- Rödstrupig piplärka (Anthus cervinus)
- Stenpiplärka (Anthus japonicus)
- Amerikansk piplärka (Anthus rubescens)
- Ängspiplärka (Anthus pratensis)
- Skärpiplärka (Anthus petrosus)
- Vattenpiplärka (Anthus spinoletta)

## Finkar(Fringillidae)
- Bergfink (Fringilla montifringilla)
- Bofink (Fringilla coelebs)
- Stenknäck (Coccothraustes coccothraustes)
- Rosenfink (Carpodacus erythrinus)
- Tallbit (Pinicola enucleator)
- Domherre (Pyrrhula pyrrhula)
- Mongolfink (Bucanetes mongolicus)
- Ökentrumpetare (Bucanetes githagineus)
- Grönfink (Chloris chloris)
- Vinterhämpling (Linaria flavirostris)
- Hämpling (Linaria cannabina)
- Gråsiska (Acanthis flammea)
- Bändelkorsnäbb (Loxia leucoptera)
- Större korsnäbb (Loxia pytyopsittacus)
- Mindre korsnäbb (Loxia curvirostra)
- Steglits (Carduelis carduelis)
- Gulhämpling (Serinus serinus)
- Grönsiska (Spinus spinus)

## Snösparvar(Calcariidae)
- Snösparv (Plectrophenax nivalis)
- Lappsparv (Calcarius lapponicus)

## Fältsparvar(Emberizidae)
- Dvärgsävsparv (Emberiza pallasi)
- Sävsparv (Emberiza schoeniclus)
- Gulbrynad sparv (Emberiza chrysophrys)
- Gyllensparv (Emberiza aureola)
- Dvärgsparv (Emberiza pusilla)
- Videsparv (Emberiza rustica)
- Gråhuvad sparv (Emberiza spodocephala)
- Svarthuvad sparv (Emberiza melanocephala)
- Kornsparv (Emberiza calandra)
- Rödkindad sparv (Emberiza fucata)
- Klippsparv (Emberiza cia)
- Bergortolan (Emberiza buchanani)
- Gulgrå sparv (Emberiza cineracea)
- Ortolansparv (Emberiza hortulana)
- Rostsparv (Emberiza caesia)
- Häcksparv (Emberiza cirlus)
- Tallsparv (Emberiza leucocephalos)
- Gulsparv (Emberiza citrinella)

## Amerikanska sparvar(Passerellidae)
- Tundrasparv (Spizelloides arborea)
- Mörkögd junco (Junco hyemalis)
- Vitstrupig sparv (Zonotrichia albicollis)
- Sångsparv (Melospiza melodia)

## Trupialer(Icteridae)
- Baltimoretrupial (Icterus galbula)

## Kardinaler(Cardinalidae)
- Brokig kardinal (Pheucticus ludovicianus)